# Westminsterské opatství
Westminsterské opatství (Westminster Abbey) – oficiální označení Kolegiátní chrám svatého Petra ve Westminsteru (The Collegiate Church of St Peter, Westminster) je chrám Anglikánské církve ve stavebním tvaru katedrály, postavený převážně v gotickém slohu, nacházející se v londýnském obvodu Westminster, nedaleko od Westminsterského paláce. Je tradičním místem korunovací, svateb a místem posledního odpočinku anglických panovníků.

## Historie

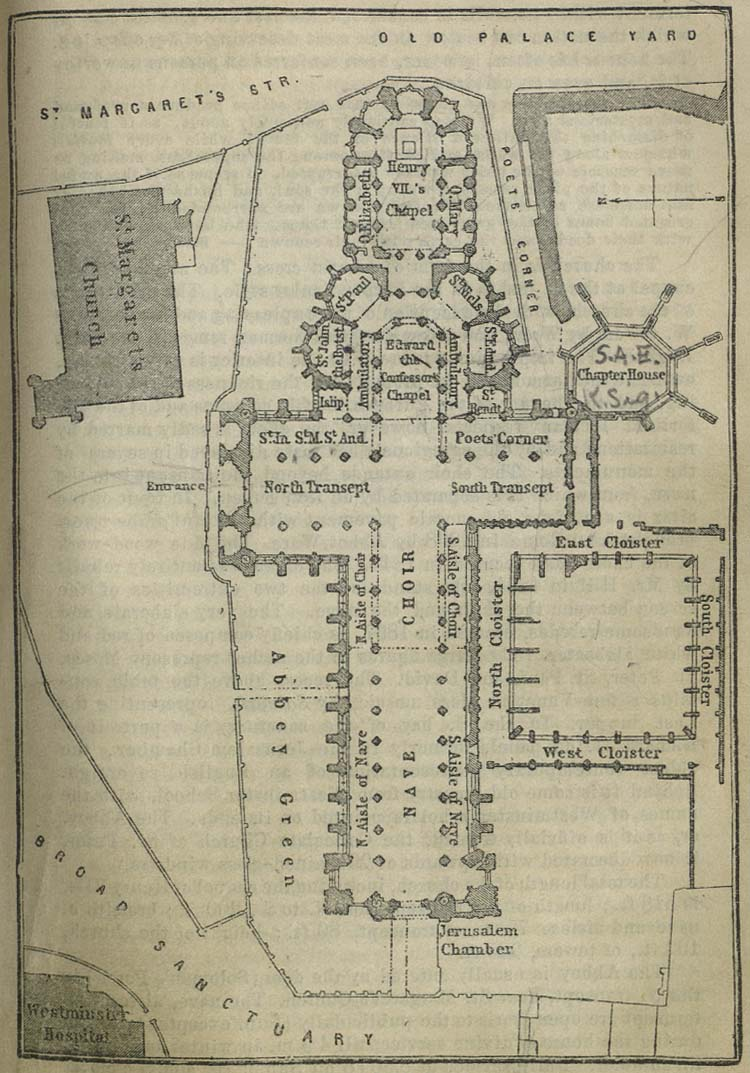
Plán Westmisterského opatství z roku 1894

Na místě, kde stojí současné opatství a které bylo ve středověku známé jako Thorney Island, byla roku 616 postavena kaple. Uvádí se, že se tak stalo poté, co měl rybář na řece Temži vidění svatého Petra. Mnichové opatství dostávali po staletí od rybářů jako dar lososy. I když existence této kaple není historicky doložena, je jisté, že zde existovala komunita benediktinských mnichů ještě předtím, než zde v letech 1045 až 1050 nechal král Eduard III. Vyznavač postavit opatství. Jeho stavba započala poté, co král nedodržel slib vykonat pouť do Říma. Chrám byl vysvěcen 28. prosince 1065, týden před královou smrtí.
Jediné zobrazení původního románského chrámu spolu se sousedním Westminsterským palácem existuje na Bayeuxské tapisérii. Eduardova fundace hrála velkou úlohu při jeho kanonizaci.

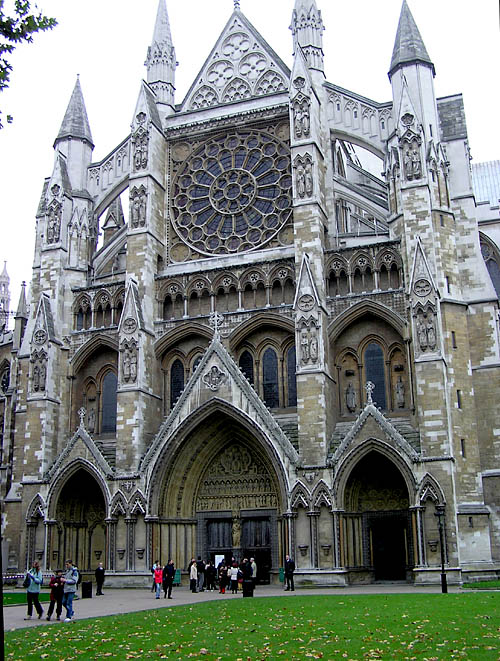
Westminsterské opatství – vstup od severu.

Opat a učení mnichové z opatství i vlivem blízkosti Westminsterského paláce hráli významnou úlohu u dvora. Opat byl velmi často v královských službách a ze své pozice zasedal ve Sněmovně lordů. Jindřich III. Plantagenet nechal opatství přestavět v gotickém stylu. Tyto stavební úpravy probíhaly v letech 1245 až 1517. Jindřich VII. Tudor nechal roku 1503 postavit kapli věnovanou Panně Marii v pravoúhlém (perpendikulárním) stylu (nyní je označována jako kaple Jindřicha VII.).
Ačkoli bylo opatství za vlády Jindřicha VIII. zkonfiskováno, roku 1540 uzavřeno a do roku 1550 byla přístupná pouze katedrála, spojení s královským dvorem jej ochránily před zničením. V 40. letech 17. století bylo opatství poškozeno puritány.
Opatství bylo navráceno řádu benediktinů za vlády katolické královny Marie I., ale roku 1559 královna Alžběta I. znovu opatství zabavila. Roku 1579 Alžběta Westminster určila za královský majetek přímo podléhající panovníkovi a ustanovila kolegiátní chrám svatého Petra (chrám s připojenou kapitulou, v jejímž čele stojí děkan). Poslední opat byl ustanoven prvním děkanem.
Dvě západní věže opatství byly postaveny v období let 1722 až 1745 Nicholasem Hawksmoorem z portlandského vápence ve stylu rané novogotiky. Další rekonstrukce probíhala v 19. století pod vedením sira George Gilberta Scotta.
Do 19. století bylo opatství třetím centrem vzdělanosti v Anglii po Oxfordu a Cambridgi. Zde byla přeložena první třetina Starého zákona (Genesis–Druhá Královská) a všechny epištoly Nového zákona, tzv. Bible krále Jakuba. Nová anglická bible byla rovněž kompletována ve 20. století v tomto opatství.

### Legenda o vzniku katedrály
Ke vzniku opatství se váže legenda. V 7. století zde měl essexský král Sæberht založit klášter. Jisté je, že již na konci 10. století se ve Westminsteru nacházel benediktinský klášter, ke kterému později Eduard III. Vyznavač připojil kostel. Slovo Westminster znamená Západní minstr a označuje tehdejší umístění ve městě Londýně. Na konci prosince 1065 byl kostel vysvěcen. Osm dní nato Eduard Vyznavač zemřel a jako poslední anglosaský král nalezl poslední odpočinek právě v novém kostele.

## Korunovace

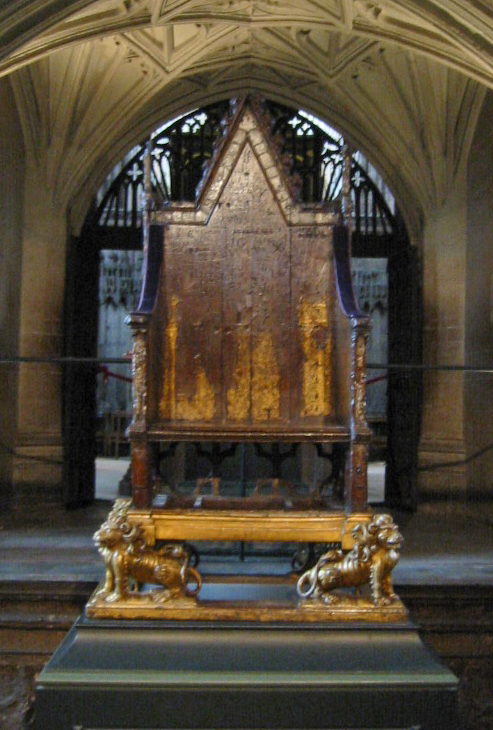
Korunovační křeslo krále Eduarda.

Od korunovace králů Harolda II. a Viléma I. Dobyvatele roku 1066 byli všichni angličtí králové (s výjimkou Jany Greyové, Eduarda V. a Eduarda VIII.) korunováni ve Westminsterském opatství.
Korunovaci tradičně provádí arcibiskup canterburský. Korunovační křeslo krále Eduarda (křeslo, na němž sedí britský panovník při korunovaci) je opatrováno v opatství.

## Královské svatby
- 11. listopadu 1100 – král Jindřich I. Anglický a princezna Matylda Skotská
- 4. ledna 1243 – hrabě Richard Cornwallský a Sancha Provensálská
- 8. dubna nebo 9. dubna 1269 – princ Edmund, druhý syn Jindřich III. Plantageneta, a Avelin, dcera hraběte Williama de Forz
- 30. dubna 1290 – Johana, dcera Eduarda I., a Gilbert, hrabě z Gloucesteru
- 8. července 1290 – Markéta, další dcera Eduarda I., a John, syn vévody brabantského
- 20. ledna 1382 – Richard II. a Anna Lucemburská, dcera Karla IV.
- 27. února 1919 – princezna Patricie Connaughtská a Alexander Ramsay
- 28. února 1922 – princezna Marie, jediná dcera krále Jiřího V., a vikomt Lascellese
- 26. dubna 1923 – vévoda z Yorku, pozdější král Jiří VI., a lady Alžběta Bowes-Lyon (pozdější královna matka)
- 29. listopadu 1934 – princ Jiří, vévoda z Kentu, čtvrtý syn krále Jiřího V., a řecká a dánská princezna Marina
- 20. listopadu 1947 – princezna Alžběta (pozdější královna Alžběta II.) a poručík námořnictva Philip Mountbatten (pozdější Philip, vévoda z Edinburghu)
- 24. dubna 1963 – princezna Alexandra z Kentu a Angus Ogilvy, druhý syn hraběte z Airlie
- 14. listopadu 1973 – princezna Anna a kapitán Mark Phillips
- 23. července 1986 – Andrew, vévoda z Yorku, a Sarah Margaret Fergusonová
- 29. dubna 2011 – princ William, vévoda z Cambridge, a Catherine Elizabeth Middleton

## Hrobky a památníky
Jindřich III. přestavěl opatství na památku Eduarda Vyznavače, jehož hrobka a památník jsou umístěny v sakristii. Jindřich III. byl pohřben poblíž dalších panovníků a jejich rodinných příslušníků z rodu Plantagenetů. Později zde byla pohřbena většina anglických panovníků kromě Jindřicha VIII. a Karla I., kteří jsou pochováni v kapli svatého Jiří na hradu Windsor (od Jiřího II. jsou ve Windsoru pohřbeni všichni britští panovníci).
Roku 2005 byla pod mozaikou z roku 1268 objevena původní hrobka Eduarda Vyznavače.
Aristokraté byli pohřbívání v postranních kaplích, zatímco mnichové a lidé spojení s opatstvím v křížových chodbách. Jedním z těchto lidí je i Geoffrey Chaucer, který bydlel v opatství, když byl ve službách panovníka. Další umělci byli pohřbeni v okolí Chauceovra hrobu, a tak bylo toto místo pojmenováno jako Poets' Corner. Je zde pohřbeno více než 400 osobností spojených s historií Anglie.

### Pohřbení

#### Hlavní chrámová loď
- Clement Attlee
- Angela Georgina Burdett-Coutts
- Charles Darwin
- James Clerk Maxwell
- J.J. Thomson
- svatý Eduard III. Vyznavač
- Ben Jonson
- David Livingstone
- Sir Isaac Newton
- Ernest Rutherford
- William Thomson
- neznámý vojín
- George Villiers, 1. vévoda z Buckinghamu
- Ludovic Stewart
- Thomas Tompion
- George Graham
- Stephen Hawking

#### Severní příčná chrámová loď
- William Ewart Gladstone
- William Pitt
- William Pitt (mladší)

#### Jižní příčná chrámová loď
Poets' Corner
- Robert Adam
- Robert Browning
- William Camden
- Thomas Campbell
- Geoffrey Chaucer
- Muzio Clementi
- William Congreve
- Abraham Cowley
- William Davenant
- Charles Dickens
- John Dryden
- Adam Fox
- David Garrick
- John Gay
- George Frederick Handel
- Thomas Hardy
- Samuel Johnson
- Rudyard Kipling
- Thomas Macaulay
- John Masefield
- Laurence Olivier
- Thomas Parr
- Richard Brinsley Sheridan
- Edmund Spenser
- Alfred Tennyson

#### Křížová chodba
- Aphra Behn

#### Severní chrámová loď
- Henry Purcell
- Ralph Vaughan Williams

#### Odstranění
Následující osobnosti byly pohřbeny v opatství, ale později byly jejich ostatky odstraněny.
- Oliver Cromwell
- admirál Robert Blake

### Památníky
- William Shakespeare
- sir Winston Churchill
- Benjamin Disraeli
- Adam Lindsay Gordon
- Paul Dirac
- Oscar Wilde

#### Mučedníci20. století

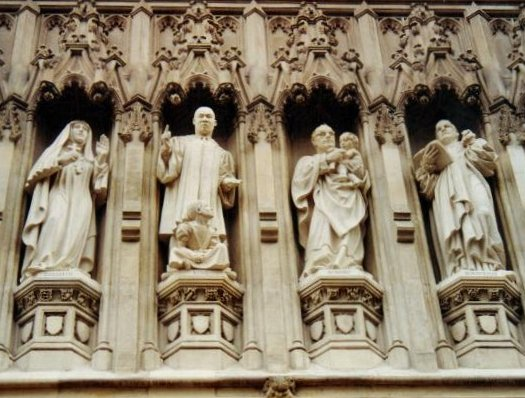
Část galerie mučedníků 20. století ve Westminsterském opatství. Zleva: svatá Alžběta Ruská, Martin Luther King, Óscar Romero a Dietrich Bonhoeffer.

Nad velkými dveřmi v západním průčelí se nachází galerie sousoší připomínající mučedníky 20. století. Jsou to:
- sv. Maxmilián Kolbe
- Manche Masemola
- Janani Luwum
- sv. Alžběta Ruská
- Martin Luther King
- sv. Óscar Romero
- Dietrich Bonhoeffer
- Esther John
- Lucian Tapiedi
- Wang Zhiming

## Školy
Westminsterská škola a Škola sboru Westminsterského opatství se nacházejí ve Westminsterském opatství. Westminsterská škola byla původně založena benediktinskými mnichy roku 1179.
Dopravní spojení – metro: St. James's Park a Westminster.

## Památník československých vojáků
V roce 1993 zde byl instalován památník, který vzdává hold československým vojákům a letcům, bojujícím ve druhé světové válce. Jeho autorem je Franta Bělský.

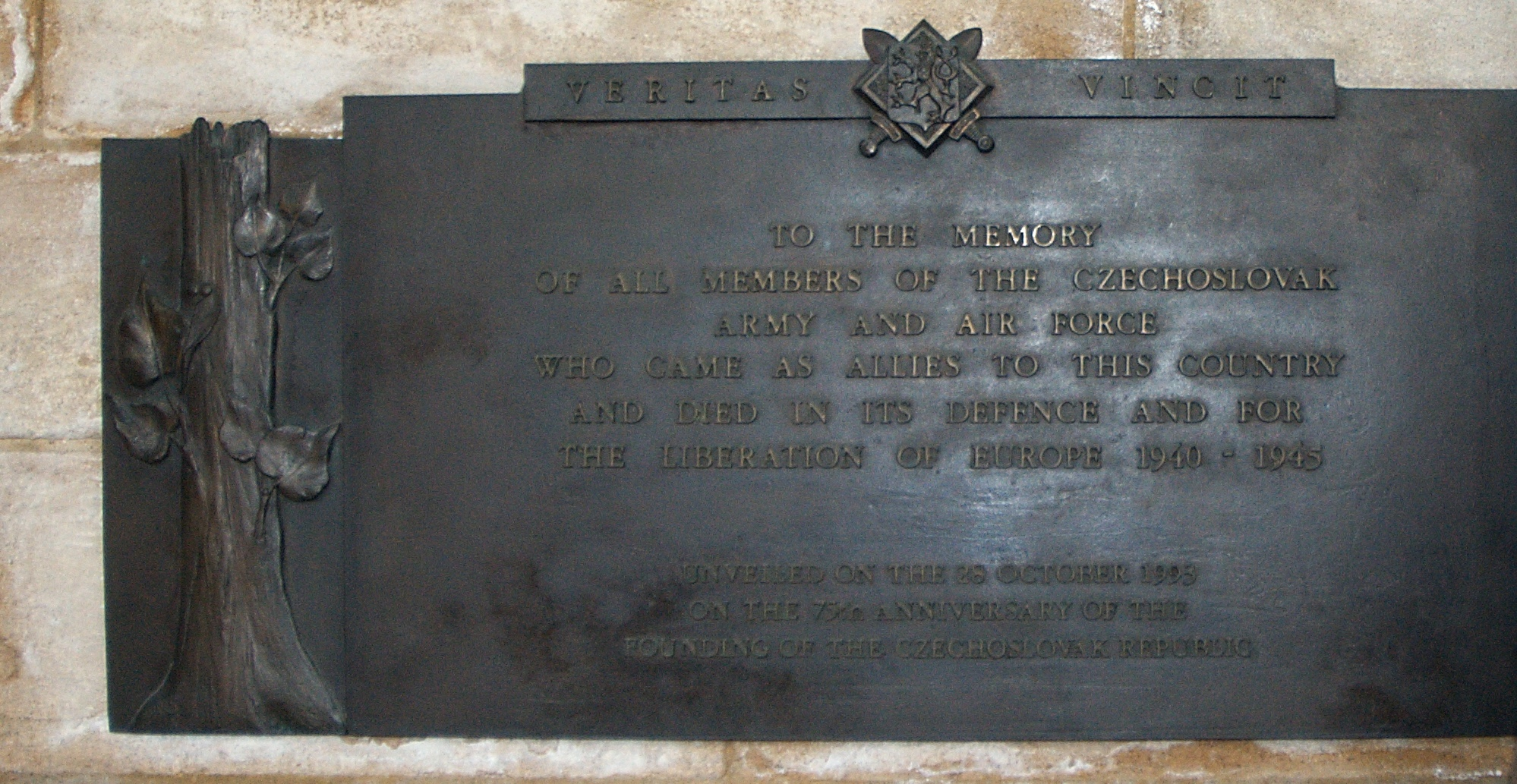